# Highmark Stadium (Nova Iorque)
O Highmark Stadium (conhecido anteriormente como Bills Stadium) é um estádio de futebol americano localizado nos subúrbios de Buffalo, Nova Iorque (Estados Unidos). É a casa do time profissional de futebol americano da NFL Buffalo Bills.
O estádio originalmente tinha capacidade para 80.020 torcedores, porém, com a reforma de 1998, o estádio reduziu para os atuais 73.967 lugares.
Realizaram em 1 de janeiro de 2008, pela 1ª vez na história, um jogo de Hóquei no gelo ao ar livre.

## Nome
O estádio foi aberto em 1973 e até 1998 era chamado de Rich Stadium (devido ao contrato de 25 anos de naming rights com a Rich Products). Após o fim do contrato, o presidente e dono do time, Ralph C. Wilson Jr, resolveu fazer uma auto-homenagem, contrariando alguns torcedores que queriam o nome do defensor Bob Kalsu (único jogador profissional a morrer na Guerra do Vietnã) como nome do estádio, dessa forma o nome permaneceu como Ralph Wilson Stadium até 2016.
A New Era Cap Company comprou os direitos do nome do estádio em Agosto de 2016, acabando em 2020. O Estádio então passou a ser chamado de Bills Stadium.
Em 29 de março de 2021, foi anunciado que o novo nome do estádio seria Highmark Stadium após chegar a um acordo de 10 anos com a Highmark Blue Cross Blue Shield de Western New York.